# Lavriv, Starîi Sambir
Lavriv (în ucraineană Лаврів) este un sat în comuna Velîka Linîna din raionul Starîi Sambir, regiunea Liov, Ucraina.

## Demografie
Componența lingvistică a localității Lavriv
     Ucraineană (100%)
Conform recensământului din 2001, toată populația localității Lavriv era vorbitoare de ucraineană (100%).